# Henry Charles Carey
Henry Charles Carey (Filadelfia, 15 de diciembre de 1793 - 13 de octubre de 1879) fue un economista estadounidense, uno de los principales representantes de la escuela americana de economía política, en el siglo XIX. Fue el principal asesor económico del presidente Abraham Lincoln.

## Vida
Era hijo de Mathew Carey (1760-1839), irlandés, también economista, que publicó en 1822 de Ensayos sobre economía política, un tratado en favor de las ideas de proteccionismo y fomento industrial expuestas años antes por Alexander Hamilton. Mathew influó decisivamente en el pensamiento de su hijo.
Cuando Henry tenía 28 años, sustituyó a su padre como miembro de la sociedad editorial Carey & Lea, la cual, por mucho tiempo fue la más famosa de Estados Unidos. En 1835, Henry Carey fue cofundador de la famosa compañía de seguros contra incendios Franklin Fire Insurance Company of Philadelphia.
Para dedicarse de tiempo completo a los estudios económicos, se retiró del negocio y de sus actividades como empresario en 1838, después de publicar su Ensayo sobre la cuota de salarios (1835) y cuando estaba en pleno proceso de publicación de los tres tomos de sus Princípios de Economia Política (1837-1840). Este tratado fue traducido al italiano y al sueco y se convirtió en el prototipo de la escuela americana de pensamiento económico que, con diversas variantes, dominó la política económica de Estados Unidos hasta 1973.
Su obra cumbre fueron sin embargo los Principios de ciencia social, publicados también en tres tomos, entre 1858 y 1860 y traducidos al castellano en 1888.

## Concepciones económicas
Su teoría fundamental se refiere a la distinción entre riqueza y valor. Las riquezas de la naturaleza y la tierra en sí misma no tienen un valor.
El valor de una mercancía depende del trabajo, pero no por el tiempo que se ha gastado en producirlas sino del que en un momento dado es necesario para reproducirla
La tierra, en la medida en que la consideramos en la vida industrial, es un instrumento de producción que ha ido siendo construido como tal por los humanos y su valor solamente puede venir de las mejoras que aun subsisten como resultado del trabajo realizado sobre ella en el pasado o de las mejoras nuevas. No puede considerarse un bien escaso, pues siempre estarán disponibles tierras de calidad y además la tecnología y el trabajo para mejorarlas y aumentar la producción y la ley de los rendimientos decrecientes no tiene, según Carey, una validez universal. Esto significa el rechazo a la teoría de la renta del suelo de Smith y Ricardo.
Los salarios dependen fundamentalmente de la productividad del trabajo, lo cual trató de demostrar mediante la comparación de la situación salarial en diferentes países.
Los dos factores productivos son el trabajo y el capital que lo ha acumulado. Estos dos factores son, según Henry Carey, complementarios y armónicos, en la medida que el incremento del ingreso general significa que los salarios aumentan más rápido que las ganancias de los empresarios.
Con una visión optimista sobre el futuro, Carey rechazó la teoría de Thomas Malthus sobre el crecimiento demográfico y estimó que la producción tendería a crecer más rápido que la población, debido a la tecnología y a la política económica.
Para un país joven, el proteccionismo es una política fundamental. Para Carey, el libre comercio significaba que Inglaterra mediante él, convertiría a los países débiles en simples productores de materias primas para las fábrica británicas. Esto solamente podía evitarse estableciendo en tales países aranceles que protegieran la producción interna, que no deberíans er abolidos hasta cuando la industria del respectivo país estuviera en condiciones de competir. Un país con protección, finalmente terminaba vendiendo y comprando más en el mercado internacional porque su economía como conjunto crecía. "El libre mercado proclama el incremento del comercio, pero en realidad lo marchita".
La esclavitud es un régimen económico inhumano y su existencia en Estados Unidos en pleno siglo XIX se veía reforzada por el libre comercio. Para Carey existía una correlación directa entre comercio esclavista, formas de opresión y explotación, violación de los derechos humanos y libre comercio; así como la libertad estaba correlacionada directamente con el proteccionismo y la intervención económica del estado para garantizar la equidad social y el respeto a los derechos humanos. Esta es la tesis central de El comercio de esclavos, doméstico y foráneo: ¿Por qué existe y cómo puede extinguirse? (1853). Este es un libro militante con el abolicionismo que demuestra que el libre comercio no solamente podía someter a los países jóvenes como colonias de la industria de la potencia de la época, sino que ese régimen consolidaba las formas de esclavitud y servidumbre, lo cual demostró denunciando no solo el caso norteamericano sino otros en el mundo como el de los nativos Escocia desplazados de sus tierras entre 1814 y 1820 y sustituidos en ellas por ovejas y sometidos luego sometidos a la servidumbre. Sobre este caso, Carey cita un artículo de prensa de Marx Abolida la esclavitud, Carey escribió sobre cómo la protección incrementa los ingresos públicos y privados y garantiza la independencia nacional; Estados Unidos se abría el camino al desarrollo al derrotar a los esclavistas y optar por el proteccionismo.
Henry Carey también se pronunció por abolir el patrón oro y emitir dinero para proveer al público en coyunturas de contracción económica. En este sentido impulsó la adopción de una política monetaria como mecanismo de intervención estatal en la economía.
Las obras de madurez de Carey, a partir de los Principios de ciencia social insistieron especialmente en la existencia de un orden natural, independiente de los deseos humanos, un sistema natural de leyes, del cual forman parte las leyes económicas.

## Crítica
La influencia determinante que la obra de Carey tuvo en Estados Unidos, contrasta con las críticas abiertas de los economistas europeos, especialmente los librecambistas. John Stuart Mill dijo que Principios de ciencia social era "el peor libro de economía política que jamás he leído". Para Joseph Schumpeter la obra de Carey se caracteriza por la "debilidad analítica", de manera que descubre hechos ciertos (elemento factual), por ejemplo que la presión demográfica y la escasez de tierra no tenían importancia en Estados Unidos, en el siglo XIX, pero no los distingue de la teoría, de manera que queda descuidado el frente teórico.
Marx polemizó con la teoría de la determinación del salario por la productividad del trabajo, contra su concepción de la armonía social y los supuestos incrementos de los ingresos de los obreros con el crecimiento capitalista y en particular criticó su visión de la armonía nacional. Rechazó la tesis de Carey que equipara la renta del suelo con el interés percibido por el dinero invertido en ella y afirmó que era "negar la dificultad disolviéndola en otra dificultad". A la vez, Marx compartió la teoría de Carey sobre el valor determinado por el tiempo de trabajo necesario para reproducir una mercancía en su estado actual, teoría que Schumpeter describe como "su vuelo más alto". Marx llama a Carey "el único economista americano de importancia" de su época.
Fuera de Estados Unidos, fue en Alemania donde la obra de Carey fue mejor recibida, por Friedrich List y entre los proteccionistas, muy activos allí. Dühring fue seguidor y apologista de Carey y escribió una serie de doce artículos, publicados en el libro La revolución de la economía política por Carey, cuyo título parodió Engles en su serie conocida posteriormente como Anti-Dühring (1877-1878). En Japón, uno los discípulos de Carey, Erasmus Peshine Smith se convirtió en asesor del emperador Meiji entre 1871 y 1876.
Actualmente, el debate sobre el proteccionismo se repite en gran escala, para dilucidar si a los "países jóvenes" les convienen o no las políticas y tratados de libre comercio y si ellas son un estímulo para las formas de trabajo más serviles y mal pagadas.